# Hebius sarasinorum
Espèce
Synonymes
- Tropidonotus sarasinorum Boulenger, 1896
- Amphiesma sarasinorum (Boulenger, 1896)

Hebius sarasinorum est une espèce de serpents de la famille des Natricidae.

## Répartition
Cette espèce est endémique de Sulawesi en Indonésie.

## Description
L'holotype de Hebius sarasinorum mesure 530 mm dont 150 mm pour la queue. Cette espèce a la face dorsale brun rougeâtre et présente des rayures transversales noirâtres plus ou moins visibles. Sa nuque est marquée d'une tache sombre. Sa face ventrale est jaunâtre devenant rougeâtre sur les côtés et est tachetée de noirâtre.

## Étymologie
Cette espèce est nommée en l'honneur de Paul Benedict Sarasin et de son cousin Karl Friedrich Sarasin.

## Publication originale
- Boulenger, 1896 : Descriptions of new reptiles and batrachians collected in Celebes by Drs. P. & F. Sarasin. Annals and Magazine of Natural History, sér. 6, vol. 17, p. 393-395 (texte intégral).